# Бремир е Вороа
Бремир е Вороа (фр. Brémur-et-Vaurois) насеље је и општина у источном делу централне Француске у региону Бургундија-Франш-Конте, у департману Златна обала која припада префектури Монбар.
По подацима из 2011. године у општини је живело 64 становника, а густина насељености је износила 6,87 становника/km². Општина се простире на површини од 9,31 km². Налази се на средњој надморској висини од 385 метара (максималној 388 m, а минималној 255 m).

## Демографија
| 1962. | 1968. | 1975. | 1982. | 1990. | 1999. | 2011. |
| ----- | ----- | ----- | ----- | ----- | ----- | ----- |
| 94    | 124   | 106   | 115   | 91    | 78    | 64    |

График промене броја становника у току последњих година